# Frankowitz Mátyás
Frankowitz Mátyás (latinos névalak: Flaccius Illiricus) (? – Frankfurt, 1575. március 11.) tanár.

## Élete
Magyarországról származott, tanított 1546–1547-ben Braunschweigban, 1557–1562-ben Jénában. A szabad akaratról szóló tana miatt szenvedélyes vitába bonyolódott Strigelius Victoriussal, ennek következtében távozni kényszerült Jenából. 1562–1567-ben Regensburgban volt tanár.

## Munkái
- De materiis et metis scientiarum atque erroribus philosophiae in rebus divinis, Jenae, 1550.
- Argumenta in Psalmos 60. Davidicos. Francofurti, 1551.
- Regulae et tractatus de sermone sacrarum litterarum. Magdeburg, 1551.
- Refutatio mendacii de Logo. Jenae, 1558.
- Tabula de quatvor regula spiritualibus. Refutatio erroris Osiandri, tabula trium methodorum theologiae. Jenae, 1558.
- Clavis sacrae scripturae, seu de sermone sacrarum litte rarum. Basiliae, 1567.
- De re ac controversia sacramentaria lebelli complures. Francoforti, 1567.
- Protestatio contra concilium Tridentinum cum norma synodi et scripta quaedem monarch. de eo concilio. Basiliae, 1570.
- Catalogus testium veritatis qui ante Lutherum Antichristo reclamarunt. Basiliae, 1570.
- Demonstrationes evidentissimae doctrinae de essentia imaginis Dei et Diaboli, justitiae et iniustitiae originalis. Basiliae, 1570.
- De Augustini, et Manichaeorum sententia in controversia peccati. Vrsellis, 1571.